# Glochidion tenuistylum
Glochidion tenuistylum är en emblikaväxtart som beskrevs av Otto Stapf. Glochidion tenuistylum ingår i släktet Glochidion och familjen emblikaväxter. Inga underarter finns listade i Catalogue of Life.